# Льюїс Кант
Льюїс Кант (ісп. Lewis Kant; нар. 1952, Буенос-Айрес, Аргентина) — мексиканський художник і письменник, який прожив більшу частину свого життя у Гвадалахарі, Халіско. Його роботи були показані в галереях в Мексиці, Європі та Північній Америці.